# فيتور مارتينز
فيتور مارتينز هو لاعب كرة قدم برتغالي في مركز الوسط، ولد في 27 مارس 1950 في ألكوباكا في البرتغال. لعب مع نادي بنفيكا.

## وصلات خارجية
- فيتور مارتينز على موقع قاعدة بيانات كرة القدم.إي يو (الإنجليزية)
- فيتور مارتينز على موقع ناشيونال فوتبول تيمز (الإنجليزية)
- فيتور مارتينز على موقع عالم كرة القدم.نت (الإنجليزية)